# Selfish Routing
Selfish Routing (englisch etwa „egoistisches Vermitteln“) bezeichnet eine Strategie für das Verteilen von Datenpaketen in einem Computernetzwerk wie dem Internet. Dabei besitzt jeder Teilnehmer des Netzwerkes nur eingeschränktes Wissen über die Beschaffenheit des gesamten Netzwerks und handelt immer egoistisch. Stellt sich auf diese Weise ein Gleichgewicht ein, spricht man von einem Nash-Gleichgewicht. Das Verhältnis der Kosten in einem Nash-Gleichgewicht zu den Kosten einer optimalen Lösung wird Preis der Stabilität oder Preis der Anarchie genannt.
Zur formalen Untersuchung wird das Netzwerk als Graph modelliert. Dabei stellt jeder Knoten einen Akteur und jede Kante eine Verbindung zwischen zwei Akteuren dar. Die Kanten werden mit einer Kostenfunktion gewichtet. Der Preis der Stabilität hängt dann von der Beschaffenheit der Kostenfunktion ab. 